# Teatre del Prado Catalán (Passeig de Gràcia-Carrer de Casp)
|  | No s'ha de confondre amb Teatre del Prado Catalán (Plaça de Lesseps). |

El Prado Catalán va ser un recinte recreatiu, inaugurat el 13 de juny de 1863, i va funcionar fins al 1883, dirigit per l'empresari Llosellas, que ho era també del cafè de Les Delícies. El Prado Catalán disposava de jardins, estàtues, sortidors i cascades d'aigua, un cafè, un teatre on s'hi feien representacions dramàtiques i de sarsuela, i també tenia un circ de cavalls. Estava situat a l'illa delimitada per la Gran Via, Pau Claris, Passeig de Gràcia i Casp, i tenia un aforament de 1.800 persones.
Aviat va ser una seriosa competència per als Jardins del Tívoli. Des del juliol del mateix 1864, ja va comptar amb dos teatres: el «gran saló» per a les representacions d'òpera, teatre, etc. i el «teatret d'estiu», per a les obres breus.
Oferia funcions de teatre (especialment comèdies i sainets) i sarsuela, i va contribuir a la consolidació de la comèdia i la sarsuela catalanes. També organitzava balls populars i concerts de bandes militars.
El 13 de juny de 1866 s'hi va estrenar la comèdia Les ametlles d'Arenys, de Josep Maria Arnau i Pascual.
El 1885, el seu propietari, Ignasi Elies, va decidir construir el nou Teatre Novedades en el solar que ocupava el Prado Catalán.